# Саут-Кембриджшир
Саут-Кембриджшир (Южный Кембриджшир, англ. South Cambridgeshire) — неметрополитенский район (англ. Non-metropolitan district) в графстве Кембриджшир (Англия). Административный центр — посёлок Камбурн.

## География
Район расположен в южной части графства Кембриджшир, граничит с графствами Бедфордшир, Хартфордшир, Эссекс и Суффолк.

## Состав
В состав района входит 95 общин (англ. Civil parish).